# 聶古迭兒
聶古迭兒（Negudar；？—？），是金帳汗國可汗別兒哥手下的將領和那顏，他後來改信伊斯蘭教，取名阿赫馬德汗。
在別兒哥和旭烈兀發生戰爭前，聶古迭兒促進呼羅珊東部和中亞其周邊地區的和平，同時在1230年代他也突襲德里蘇丹國西北部。當1260年金帳汗國和伊兒汗國採敵對行動後，他是別兒哥在阿富汗東部和加茲尼地區一個相當大的力量。
他最後和手下士兵定居在阿富汗，在阿魯忽在位時代，他手下的突厥-蒙古士兵以聶庫達里部之名移居察合台汗國。